# Freischwanzfledermäuse
Freischwanzfledermäuse (Chaerephon) sind eine Gattung in der Familie der Bulldoggfledermäuse (Molossidae).
Als erste Art wurde im Jahre 1800 Chaerephon plicata von Buchanan erstbeschrieben.
Zuletzt wurde im Jahre 2010 Chaerephon atsinanana von Goodmann, Buccas, Naidoo, Ratrimomanarivo, Taylor and Lamb erstbeschrieben.
Der Name Chaerephon bezieht sich auf den Freund Sokrates’, welcher in der Komödie „Aves“ von Aristophanes als „Chaerephon, die Fledermaus“ beschrieben wird.

## Beschreibung
Chaerephon plicata erreicht eine Kopf-Rumpf-Länge von 65 bis 75 mm, Chaerephon jobensis 80 bis 90 mm, viele afrikanische Freischwanzfledermäuse erreichen 50 bis 80 mm. Die genannten Arten werden 17 bis 31 g schwer. Von den Faltlippenfledermäusen unterscheiden sie sich unter anderem durch die mit einem Hautstreifen miteinander verbundenen Ohren. Das Haarkleid ist dicht und weich. Die Oberseite ist dunkelbraun, bei afrikanischen Arten auch schwarz und bei C. jobensis schokoladen- bis graubraun. Die Unterseite ist etwas heller. Namensgebend ist der bei allen Arten auffällig aus der Schwanzflughaut herausragende Schwanz.

## Verbreitung
Die Gattung Chaerephon ist in zwei isolierten Verbreitungsgebieten anzutreffen.
- Afrika mit Ausnahme des Nordwestens: Hier leben die meisten Arten, der Verbreitungsschwerpunkt liegt dabei im Kongobecken.

- Südasien-Ozeanien: Hier leben einige Arten von Ostpakistan bis Neuseeland.

## Arten
Folgende Arten der Gattung Chaerephon sind heute rezent:
- Fürst-von-Abruzzen-Bulldoggfledermaus (Chaerephon aloysiiabaudiae) West- und Zentralafrika
- Ansorge-Bulldoggfledermaus (Chaerephon ansorgei) Südafrika bis Kamerun
- Madagaskar-Bulldoggfledermaus (Chaerephon atsinanana), Madagaskar
- Schwanzdrüsen-Fledermaus (Chaerephon bemmeleni) West-Nordostafrika, von Guinea-Ägypten
- Gefleckte Bulldoggfledermaus (Chaerephon bivittatus) Ostafrika von Mosambik-Ägypten
- Fidschi-Bulldoggfledermaus (Chaerephon bregullae), teilweise als C. jobensis geführt, Fidschi und Vanuatu
- Chapin-Bulldoggfledermaus (Chaerephon chapini) Südafrika-Zentralafrika, im Norden bis Äthiopien
- Gallagher-Bulldoggfledermaus (Chaerephon gallagheri) Gabun-Kongo
- Nordaustralische Bulldoggfledermaus (Chaerephon jobensis) Australien, Neuguinea, Neuseeland, Salomonen
- Schwarzrote Bulldoggfledermaus (Chaerephon jobimena), Madagaskar
- Johor-Bulldoggfledermaus (Chaerephon johorensis) Südostasien, von Thailand-Indonesien (Java und Sulawesi)
- Grandidier-Bulldoggfledermaus (Chaerephon leucogaster), teilweise C. pumillus zugeordnet, West- bis Zentralafrika, Madagaskar
- Stirnlappen-Bulldoggfledermaus (Chaerephon major) Disjunkt in West- sowie Ostafrika
- Nigeria-Bulldoggfledermaus (Chaerephon nigeriae) Nigeria-Ghana, Namibia-Äthiopien
- Faltlippen-Bulldoggfledermaus (Chaerephon plicatus) Südasien, Pakistan-Borneo
- Kleine Bulldoggfledermaus (Chaerephon pumilus) Madagaskar, Ostafrika-Zentralafrika, Arabische Halbinsel
- Seychellen-Bulldoggfledermaus (Chaerephon pusillus), teilweise als Unterart von C. pumilus geführt, Seychellen und Komoren
- Rostfarbene Bulldoggfledermaus (Chaerephon russata) Zentralafrika, von Liberia-Kongo und Gabun
- Chaerephon shortridgei, teilweise als Unterart von C. chapini geführt,
- Salomonen-Bulldoggfledermaus (Chaerephon solomonis)
- São-Tomé-Bulldoggfledermaus (Chaerephon tomensis)

## Taxonomische Anmerkung
Die Erstbeschreibung der Gattung erfolgte 1874 unter dem Namen Nyctinomus durch George Edward Dobson. Einige Autoren fassen die Gattungen der Freischwanzfledermäuse und der Faltlippenfledermäuse (Tadarida) zu einer einzigen Gattung (Tadarida) zusammen oder führen Chaerephon sowie die Gattung Mops als Untergattung von Tadarida. Zurzeit werden die Freischwanzfledermäuse und die Faltenlippenfledermäuse als getrennte Gattungen geführt. Genetische Untersuchungen sehen die Gattungen der Freischwanzfledermäuse zusammen mit der Gattung Mops als monophyletische Gruppe. Teilweise ist hierbei C. jobimena nicht in Chaerephon inkludiert, sondern die Faltenlippenfledermäuse bilden mit C. jobimena eine eigene Klade.